# Ferrières-la-Verrerie
Ferrières-la-Verrerie là một xã thuộc tỉnh Orne vùng Normandie tây bắc nước nước Pháp. Xã này nằm ở khu vực có độ cao trung bình 309 mét trên mực nước biển.